# Голяре-Ліпове
Голяре-Ліпове (словац. Holiare-Lipové) — водний канал в Словаччині,  притока Комарнянського каналу, протікає в окрузі Комарно.
Довжина приблизно 5.3-7.1 км. Витік знаходиться в Дунайській рівнині); є відгалуженням каналу Вельки Медер-Голяре — на висоті 108 метрів..
Протікає територією сіл Голяре; Бодза; Сокольце і Липове. Впадає у Комарнянський канал на висоті приблизно 107 метрів.